# CSS Stonewall

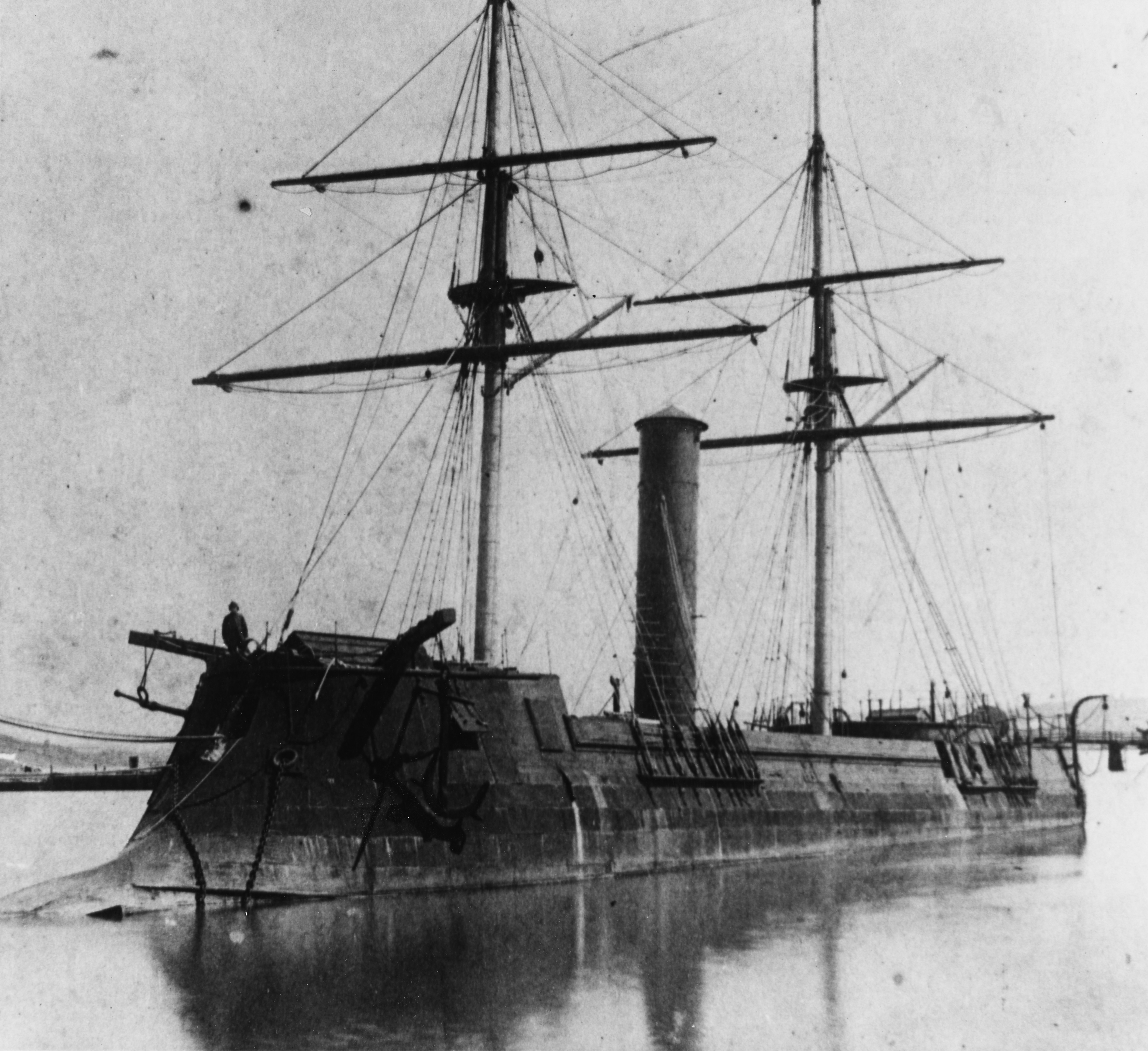
De CSS Stonewall.

De CSS Stonewall was tijdens de Amerikaanse Burgeroorlog een oorlogsschip in dienst van de Geconfedereerde Staten van Amerika en in 1869 onder de benaming Kotetsu de eerste ironclad van de Japanse Keizerlijke Marine.
De Confederatie hing voor de voortzetting van de oorlogvoering in ruime mate af van bevoorrading vanuit Europa. Kapitein James D. Bulloch, agent voor de Zuidelijke regering in Europa, kon in Frankrijk verschillende gepantserde schepen voor zijn regering laten fabriceren. De Stonewall was er een van. In juli 1863 sloot hij een contract af voor de bouw van de latere Stonewall door scheepsbouwer Lucien Arman in Bordeaux (Frankrijk). Het schip moest smal en wendbaar genoeg zijn om te kunnen opereren op de Mississippi, een strategisch cruciale rivier tijdens de burgeroorlog. Het schip was uitgerust met een stalen ram en verschillende kanonnen en was volledig bepantserd. De motor had een vermogen van 300 paardenkracht, goed voor een maximumsnelheid van 12 knopen. Onder druk van de Verenigde Staten verbood Napoleon III echter de levering van het schip aan de Confederatie. De Sphynx, zoals de Stonewall aanvankelijk heette, werd in de plaats verkocht aan Denemarken en kwam aan in Kopenhagen op 15 oktober 1864. De verkooptransactie ging uiteindelijk echter niet door en Bulloch kon het schip alsnog verwerven.
Op 6 januari 1865 stak de Sphynx van wal richting Amerika. Onderweg werd het schip omgedoopt tot de CSS Stonewall. Maar door schade opgelopen tijdens een storm moest de Stonewall op 3 februari aanleggen in de Spaanse marinebasis Ferroll. Verdere haltes in maart 1865 waren Tenerife en Lissabon. In mei volgde de overtocht over de Atlantische Oceaan. Op 6 mei 1865 lag het voor anker in Havana, waar de bemanning het einde van de oorlog vernam. De Verenigde Staten kochten het schip er voor 16.000 dollar.
In 1867 kocht de Japanse regering het vaartuig voor 400.000 dollar om ermee haar vloot te moderniseren. De Amerikaanse bemanning voer het schip naar Japan, waar net een oorlog was uitgebroken tussen de keizer en de shogun. Omgedoopt tot Kotetsu (het Japanse woord voor 'ironclad') werd het in 1869 het vlaggenschip van de Japanse vloot en nam het deel aan verscheidene zeeslagen tegen de aanhangers van de shogun. De Kotetsu werd in 1871 omgedoopt tot Azuma en bleef als opleidingsschip in dienst tot 1888.
In de 25 jaar van haar bestaan voer deze oorlogsbodem onder zes verschillende vlaggen en was betrokken bij uiteenlopende politieke en militaire conflicten. Maar het nam nooit deel aan de Amerikaanse Burgeroorlog, waarvoor het schip eigenlijk was ontworpen.